# Lubrza (gmina w województwie opolskim)
Lubrza – gmina wiejska w województwie opolskim, w powiecie prudnickim. W latach 1975–1998 gmina położona była w województwie opolskim.
Siedziba gminy to Lubrza.
Według danych z 30 czerwca 2004 gminę zamieszkiwało 4531 osób.

## Geografia

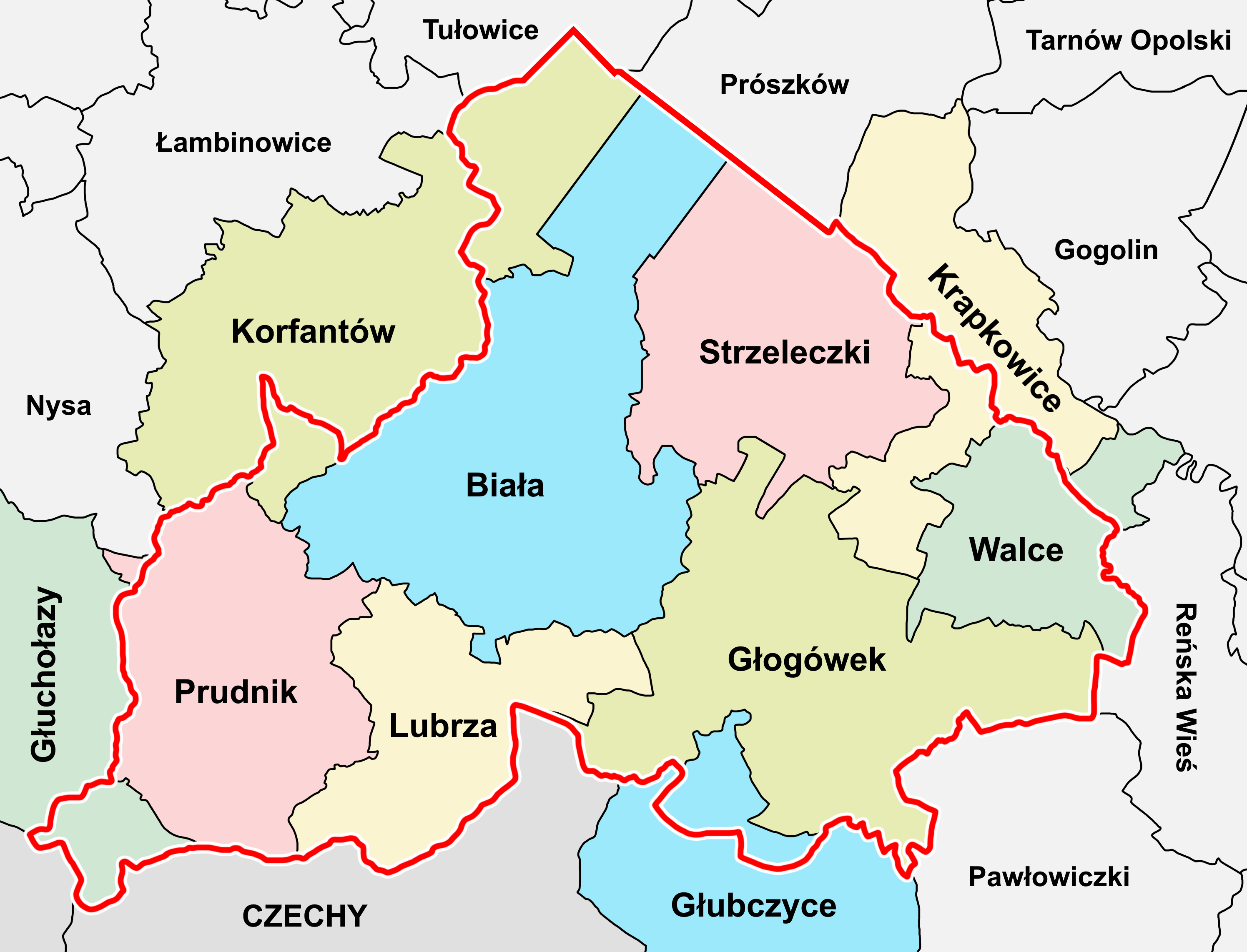
Gmina Lubrza w granicach ziemi prudnickiej

Gmina Lubrza położona jest w południowo-zachodniej Polsce, przy granicy z Czechami, na terenie Niziny Śląskiej oraz Gór Opawskich stanowiących pasmo Sudetów Wschodnich, w regionie historycznym zwanym ziemią prudnicką, na Górnym Śląsku. Według podziału fizycznogeograficznego z 2017 dr. Krzysztofa Badory obszar gminy Lubrza znajduje się w granicach mikroregionów: Obniżenie Prudnickie, Przedgórze Głuchołasko-Prudnickie, Wysoczyzna Bialska, Wzgórza Lipowieckie, Dolina Prudnika.
Na zachodzie gmina Lubrza graniczy z gminą Prudnik, na północy z gminą Biała, na wschodzie z gminą Głogówek. Od strony południowej sąsiaduje z terytorium Czech.

### Ukształtowanie terenu

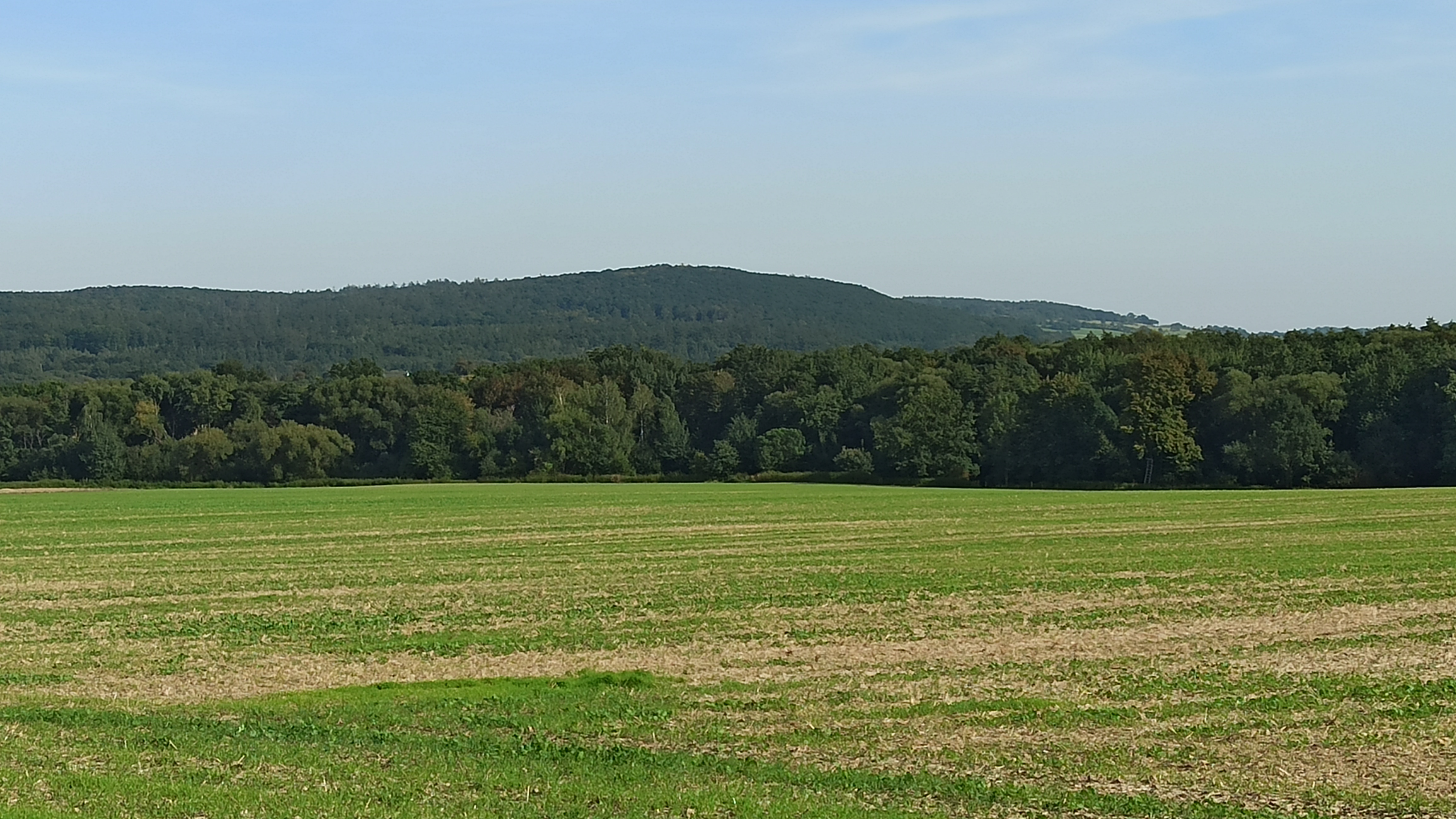
Lipowiec

Gmina Lubrza swoim obszarem obejmuje część pasma Gór Opawskich, wchodzących w skład Sudetów Wschodnich. W granicach administracyjnych gminy Lubrza znajdują się następujące wzniesienia:
- góry i szczyty: Gajna, Kłobuczek, Lipowiec, Sępik, Zbylut
- wzgórza: Pogorzela, Robotna

### Stosunki wodne

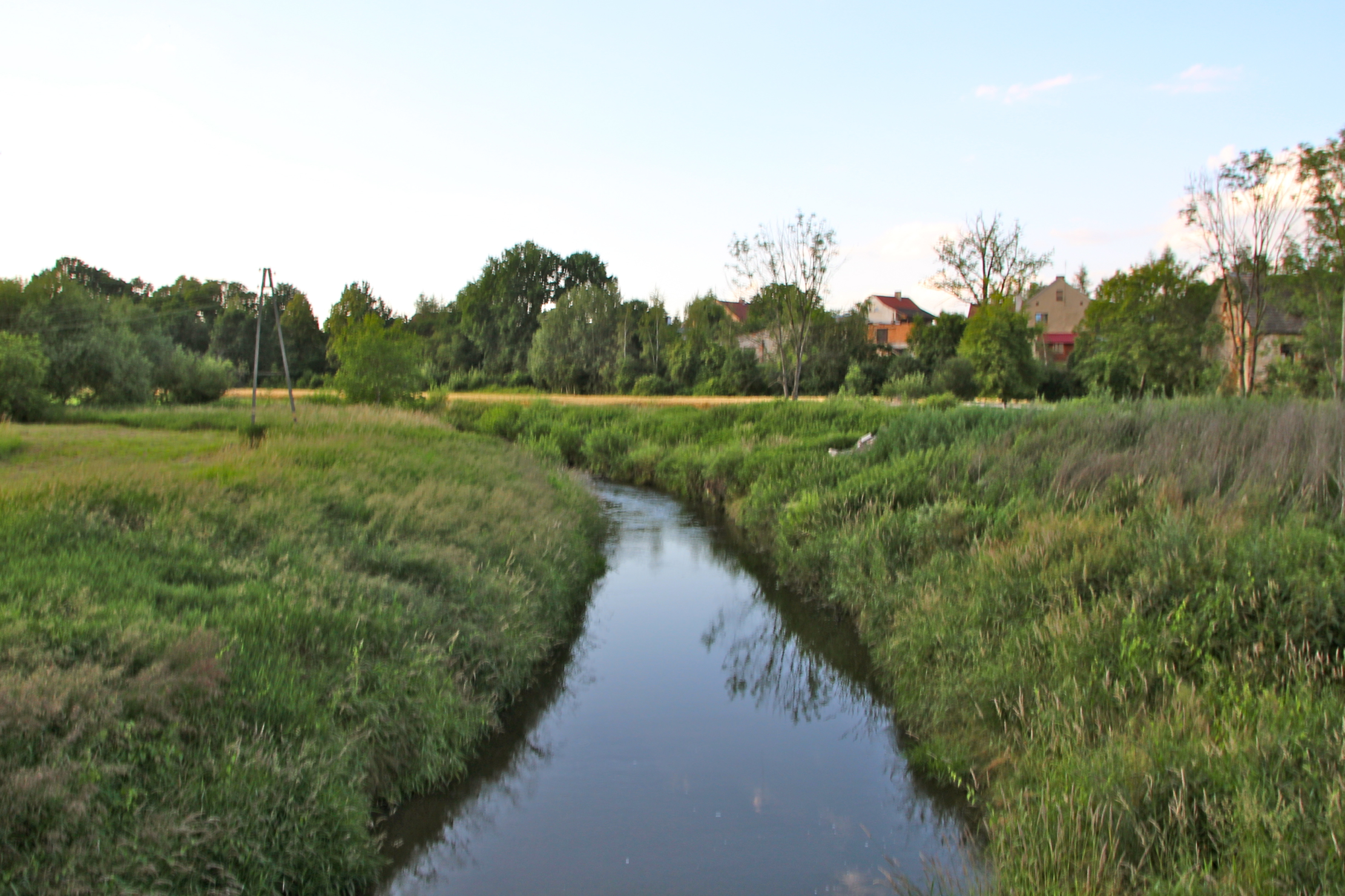
Rzeka Prudnik w Dytmarowie

Przez obszar gminy Lubrza przepływają następujące cieki wodne:
- rzeki: Prudnik, Trzebinka
- potoki: Graniczny Potok, Lubrzanka, Sadecki Potok
- strugi: Gostomka, Młynówka

### Pokrycie terenu
Na terytorium gminy Lubrza znajdują się następujące formy pokrycia terenu:
- lasy: Gaj, Pakosz
- pola: Krzewy
- polana: Polana Kucharskiego

### Ochrona przyrody
Południowa część gminy Lubrza należy do obszaru Parku Krajobrazowego Góry Opawskie, który obejmuje północne stoki Gór Opawskich i ich północne przedgórze. Jest to również obszar Specjalnego Obszaru Ochrony Góry Opawskie Natura 2000. W gminie Lubrza znajduje się 1 pomnik przyrody. Jej obszar znajduje się w granicach Nadleśnictwa Prudnik.

## Struktura powierzchni
Według danych z roku 2002 gmina Lubrza ma obszar 83,15 km², w tym:
- użytki rolne: 81%
- użytki leśne: 10%

Gmina stanowi 14,56% powierzchni powiatu.

## Historia
Gmina zbiorowa Lubrza powstała po II wojnie światowej (w grudniu 1945) w powiecie prudnickim na terenie tzw. Ziem Odzyskanych (tzw. I okręg administracyjny – Śląsk Opolski), powierzonym 18 marca 1945 administracji wojewody śląskiego, a z dniem 28 czerwca 1946 przyłączonym do województwa śląskiego (śląsko-dąbrowskiego). 6 lipca 1950 zmieniono nazwę województwa śląskiego na katowickie; równocześnie gmina Lubrza wraz z całym powiatem prudnickim weszła w skład nowo utworzonego województwa opolskiego.
Według stanu z 1 lipca 1952 gmina składała się z 11 gromad: Dytmarów, Jasiona, Józefówek, Krzyżkowice, Laskowice, Lubrza, Olbrachcice, Olszynka, Skrzypiec, Słoków i Trzebina. Gmina została zniesiona 29 września 1954 wraz z reformą wprowadzającą gromady w miejsce gmin.
Jednostkę reaktywowano 1 stycznia 1973 w powiecie prudnickim w województwie opolskim. W skład gminy weszły obszary 11 sołectw: Dytmarów, Jasiona, Krzyżkowice, Laskowice, Lubrza, Nowy Browiniec, Olszynka, Prężynka, Skrzypiec, Słoków i Trzebina. 1 czerwca 1975 gmina weszła w skład nowo utworzonego (mniejszego) województwa opolskiego.

## Demografia
Dane z 30 czerwca 2004 i spisu ludności w 2011:

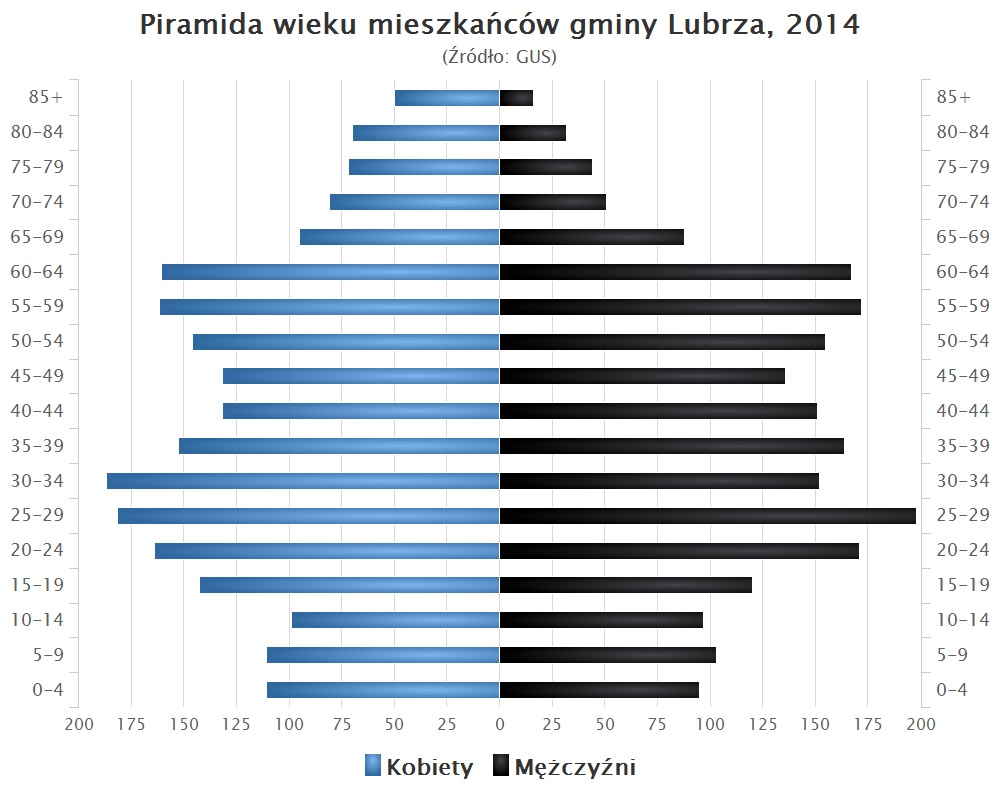
Piramida wieku mieszkańców gminy Lubrza w 2014 roku

| Opis                              | Ogółem | Ogółem | Kobiety | Kobiety | Mężczyźni | Mężczyźni |
| --------------------------------- | ------ | ------ | ------- | ------- | --------- | --------- |
| Jednostka                         | osób   | %      | osób    | %       | osób      | %         |
| Populacja 2004                    | 4531   | 100    | 2341    | 51,7    | 2190      | 48,3      |
| Gęstość zaludnienia [mieszk./km²] | 54,5   | 54,5   | 28,2    | 28,2    | 26,3      | 26,3      |
| populacja 2011                    | 4429   | 100    | 2270    | 51,3    | 2159      | 48,7      |
| gęstość zaludnienia (mieszk./km²) | 53,3   | 53,3   | 27,3    | 27,3    | 26,0      | 26,0      |

## Polityka
Zgodnie z ustawą o samorządach z 1990 roku, gmina posiada Wójta Gminy – organ władzy wykonawczej i Radę Gminy – organ władzy stanowiącej i kontrolnej. W skład Rady wchodzi 15 radnych, obradujących na sesjach zwoływanych przez jej przewodniczącego. W wyborach samorządowych w 2024 na urząd wójta został wybrany Damian Drabik. Siedzibą władz jest Urząd Gminy w Lubrzy przy ul. Wolności 73.

### Wybory i referenda
W czerwcu 2001 w gminie Lubrza odbyły się konsultacje społeczne w sprawie proponowanego przyłączenia wsi Trzebina do gminy Prudnik, polegające na głosowaniu mieszkańców całej gminy. W głosowaniu wzięło udział 1139 mieszkańców gminy, z czego za odłączeniem Trzebiny opowiedziało się 385 (33,80%), a przeciwko 708 (62,16%) osób. Sami mieszkańcy Trzebiny oddali 361 głosów, z czego 294 było za, 43 przeciw, 12 wstrzymało się, a 12 oddało nieważne głosy. W referendum w 2003 mieszkańcy gminy Lubrza opowiedzieli się za przystąpieniem Polski do Unii Europejskiej.
W wyborach parlamentarnych do Sejmu w 2005 w gminie wygrała Samoobrona Rzeczpospolitej Polskiej. W 2007 i 2011 w gminie zwyciężyła Platforma Obywatelska. W 2015, 2019 i 2023 największą ilość głosów zdobyło Prawo i Sprawiedliwość.
W wyborach prezydenckich w 2000 mieszkańcy gminy Lubrza opowiedzieli się za Aleksandrem Kwaśniewskim, w 2005 za Lechem Kaczyńskim, w 2010 za Bronisławem Komorowskim, w 2015 za Pawłem Kukizem, w 2020 za Andrzejem Dudą, a w 2025 za Karolem Nawrockim.

## Skład narodowościowy
Według spisu powszechnego z 2002, wśród 4575 mieszkańców gminy, 314 mieszkańców deklarowało narodowość niepolską. Narodowość niemiecką deklarowały 282 osoby, śląską 29 osób, a inną 3 osoby.
Według spisu powszechnego z 2021, wśród 4185 mieszkańców gminy, 148 mieszkańców deklarowało narodowość niepolską. Narodowość niemiecką deklarowało 98 osób, a śląską 19 osób.

## Skład gminy
gmina Lubrza składa się z 11 miejscowości;
- Dytmarów
- Jasiona
- Krzyżkowice
- Lubrza
- Laskowice
- Nowy Browiniec
- Olszynka
- Prężynka z osadą Dobroszewice
- Skrzypiec
- Słoków
- Trzebina

## Gminy partnerskie
- Město Albrechtice
- Hlinka
- Dívčí Hrad
- Slezské Pavlovice
- Vysoká
- Liptaň

## Bezpieczeństwo
Gmina położona jest w strefie nadgranicznej w związku z czym Straż Graniczna dysponuje, na tym obszarze, specjalnymi kompetencjami w zakresie bezpieczeństwa. Gminę Lubrza obejmuje zasięgiem służbowym placówka Straży Granicznej w Opolu ze Śląskiego Oddziału SG.

## Sąsiednie gminy
Biała, Głogówek, Prudnik. Gmina sąsiaduje z Czechami.